# Europejska Federacja Minifutbolu
Europejska Federacja Minifutbolu, określana również przez skrót EMF, jest organem administracyjnym minifutbolu w Europie i w części Azji. Jest jedną z sześciu kontynentalnych federacji zrzeszonych w światowej organizacji, jaką jest Światowa Federacja Minifutbolu, która składa się z 28 narodowych związków.

## Historia i członkostwo
EMF został założony na spotkaniu, które odbyło się w Pradze, w Czechach w dniach 23-25 marca 2012. W chwili powstania EMF składał się z 15 członków. Od 2014 organizacja zrzesza 28 związków, które są członkami federacji.

## Członkowie
Członkowie Europejskiej Federacji Minifutbolu.
- UK Minifootball Association
- Minifootball Association of Belgium
- Bulgarian Association Minifootball
- Croatian Minifootball Federation
- Greek and Cypriot Minifootball Association
- Association Minifootball Montenegro
- Association of Minifootball in the Czech Republic
- Greek and Cypriot Minifootball Association
- Asociacion Española de Minifutbol para Aficionados
- Irish Minifootball Association
- UK Minifootball Association
- Israeli MiniFootball Association – Football-State
- Kazakhstan League of Fans of Football
- Lithuania mini football association
- Luxemburg Street Soccer Association
- Latvian Minifootball Association
- Moldavian Minifootball Association
- German Minifootball Association
- Polska Federacja Piłki Nożnej 6-osobowej
- Russian Minifootball Federation
- Romanian Minifootball Federation
- Minifootball Association of Slovakia
- Slovenian Minifootball Association
- UK Minifootball Association
- Super six Association of Switzerland
- Iddaa Rakipbul Mini-Football League
- Minifootball Federation of Ukraine
- UK Minifootball Association
- Soccer League

## Organizowane rozgrywki
EMF organizuje coroczne Mistrzostwa Europy dla drużyn narodowych - Mistrzostwa Europy w piłce nożnej 6-osobowej (miniEURO).